# 第一次格羅茲尼之役
第一次格羅茲尼之役爆發於1994年11月26日，為第一次車臣戰爭的第一場戰事；交戰雙方為俄羅斯、車臣臨時理事會，對抗焦哈尔·杜达耶夫所建立車臣共和國。

## 戰事
1994年夏天起，俄羅斯的軍隊開始與車臣的親俄份子合作，從莫斯科手中取得大量金錢及武器支援。至8、9月，親俄份子的成員增加到數百人，配備裝甲戰鬥車輛和俄國的直升機等等，並組成臨時理事會；其頭目之一更是格羅茲尼的前市長。10月，理事會計劃發動突擊行動以奪得車臣首都格羅茲尼之控制權。10月中，理事會發動了第一次的突擊行動，但失敗收場。其成員開始游說俄國表明立場並以行動支援理事會。俄軍方面最終派出坦克和通信器材等等，援助其另一次的突擊行動。
11月，理事會聯同俄軍發動第二次的突擊行動，聲稱杜達耶夫的分離份子根本不能阻撓他們進軍格羅茲尼，不過中途有三輛坦克毀壞。11月26日早上，理事會之部隊在直升機的掩護下攻入格羅茲尼；進攻部隊據了解包括3,000餘人，42輛坦克及8輛裝甲運兵車，另有說包括5,000餘人，170輛坦克及裝甲運兵車；而分離份子則只有1,200人。
突擊部隊遇上城內分離份子激烈的反抗，在12小時內遭杜達耶夫擊潰，一批俄軍被俘，37至67輛裝甲車損毀，4至5輛坦克被奪去。俄軍最娒撤離格羅茲尼。